# Live at Sweden Rock – 30th Anniversary Show
Live at Sweden Rock – 30th Anniversary Show ist das am 18. Oktober 2013 erschienene Livealbum der schwedischen Band Europe.

## Hintergrund
Vom 5. bis 8. Juni 2013 fand in Sölvesborg das jährliche Sweden Rock Festival statt. Europe trat am 7. Juni auf, die Show wurde aufgenommen und von mehreren Kameras für die geplante DVD-Veröffentlichung gefilmt. Europe war Headliner an diesem Tag.
Neben eigenen Songs bot die Band im Laufe des Sets aber auch zwei Stücke anderer Gruppen auf: So spielte sie den Thin-Lizzy-Song Jailbreak, zu dem der Gitarrist der britischen Gruppe, Scott Gorham, auf die Bühne kam sowie das UFO-Lied Lights Out, bei dem Michael Schenker als Gast-Gitarrist mitwirkte. Außerdem spielte Europe in einem kurzen Akustikset die Titel Drink and a Smile und Open Your Heart.

## Titelliste
1. 4:02 – Riches to Rags
2. 4:00 – Firebox
3. 5:27 – Not Supposed to Sing the Blues
4. 4:35 – Scream of Anger
5. 5:59 –  Superstitious
6. 5:46 – No Stone Unturned
7. 3:43 – New Love in Town
8. 5:44 – In the Future to Come
9. 4:21 – Paradize Bay
10. 5:50 – Girl From Lebanon
11. 4:43 –  Prisoners in Paradise
12. 4:48 – Always the Pretenders
13. 2:49 – Drink and a Smile
14. 3:53 – Open Your Heart
15. 4:34 – Love is not the Enemy
16. 4:35 – Sign of the Times
17. 4:30 – Start From the Dark
18. 4:46 – Wings of Tomorrow
19. 5:05 – Carrie
20. 4:58 – Jailbreak (Gastmusiker: Scott Gorham)
21. 5:22 – Seven Doors Hotel
22. 5:02 – Schlagzeugsolo
23. 3:22 – The Beast
24. 5:24 – Let the Good Times Rock
25. 5:09 – Lights Out (Gastmusiker: Michael Schenker)
26. 6:14 – Rock the Night
27. 4:37 – Last Look at Eden
28. 6:24 – The Final Countdown

## Rezeption
Das Magazin Rocks schrieb zu Live at Sweden Rock, die Gastauftritte von Scott Gorham und Michael Schenker seien „nette Gimmicks, die es zur Euphorie gar nicht gebraucht hätte.“ Das Album böte ein „sagenhaftes Spektakel mit unzählbaren Gänsehautmomenten und einer Songauswahl, die alle Schaffensphasen der Legende“ streife und „über 28 Songs hinweg nachdrücklich den immensen Wert von Europe als Protagonisten in der heutigen Musiklandschaft unter Beweis“ stelle.